# Jerusalén (Kolumbien)
Jerusalén ist eine Gemeinde (municipio) im kolumbianischen Departamento Cundinamarca.

## Geografie
Jerusalén liegt im Südwesten von Cundinamarca in der Provinz Alto Magdalena auf einer Höhe von ungefähr 357 Metern 113 km von Bogotá entfernt. Der Großteil der Gemeinde ist gebirgig. Die Gemeinde grenzt im Norden an Pulí und Quipile, im Osten an Apulo, Anapoima und Tocaima, im Süden an Nariño und Tocaima und im Westen an Guataquí und Beltrán.

## Bevölkerung
Die Gemeinde Jerusalén hat 2660 Einwohner, von denen 584 im städtischen Teil (cabecera municipal) der Gemeinde leben (Stand: 2019).

## Geschichte
Jerusalén entstand um 1865 um die Hazienda Casasviejas, die auf dem Weg von Tocaima nach Guataquí lag.

## Wirtschaft
Die wichtigsten Wirtschaftszweige von Jerusalén sind Landwirtschaft (insbesondere Mais, Zuckerrohr für Panela, Kaffee, Bananen und Obst), Tierhaltung und Bergbau (insbesondere Kohle).